# Coccodothis sphaeroidea
Coccodothis sphaeroidea är en svampart som först beskrevs av Mordecai Cubitt Cooke, och fick sitt nu gällande namn av Theiss. & Syd. 1914. Coccodothis sphaeroidea ingår i släktet Coccodothis och familjen Parmulariaceae.   Inga underarter finns listade i Catalogue of Life.